# Osmanski turski jezik
Osmanski turski (ISO 639-3: ota; otomanski, osmanlijski, turski: Osmanlıca ili Osmanlı Türkçesi, osmanski turski: لسان عثمانی‎ lisân-ı Osmânî) je inačica turskog jezika, koja se upotrebljavala kao upravni književni jezik Osmanskog carstva, sadržavajući velike pozajmice iz jezika farsi, koji je zauzvrat sam bio prepun pozajmica iz arapskog jezika. Pripadao je oguskoj skupini. Poput većine ostalih jezika islamskih naroda, osmanski turski se piše na arapskom pismu. Usprkos činjenici da je osmanski turski, koji se govorio u prijestolnici, u suštini bio isti kao i obični turski, kojim su govorili zemljoradnici i seljaci u unutrašnjosti zemlje, veliki dio arapsko-perzijskih pozajmica postao je nerazumljiv za one koji su bili manje obrazovani.
1928. godine, nakon reformi koje je proveo Mustafa Kemal Atatürk, pojavio se homogeniziraniji turski, s manje utjecaja iz arapskog i perzijskog i koristeći latinično pismo. Razlog ovim promjenama bio je navodno u tome da narod koji nije bio obrazovan u tom jeziku nije bio u stanju ga razumjeti, jer je materinji jezik naroda bio homogeniziraniji turski. Mnogi danas smatraju da se osmanski turski sasvim razlikuje od današnjeg turskog. No, taj stav izgleda da je politički motiviran i lingvistički neosnovan. Pa ipak, manji broj današnjih govornika u Turskoj je u stanju razumjeti osmanski turski, u govornom i pisanom obliku.

## Oblici
U društvenom i pragmatičnom smislu, postojale su najmanje tri inačice osmanskog turskog:
- Fasih Türkçe (elokventni turski): Jezik pjesništva i uprave.
- Orta Türkçe (osrednji turski): Jezik viših klasa i trgovine.
- Kaba Türkçe (vulgarni turski): Jezik nižih klasa.

Osoba bi koristila svaku od ovih inačica za različite svrhe. Na primjer: pisar bi koristio arapsku riječ asel (عسل) za med u službenim dokumentima, ali bi koristio tursku riječ bal u kupnji meda.

### Pismo
Slično arapskom, slova osmanlijskog pisma se razlikuju zavisno od njihovog položaja u riječi: samostalno slovo (tj. samo slovo izvan riječi), krajnje (slovo na kraju riječi), srednje (u sredini riječi), početno (na početku riječi):

| Samostalno | Krajnje | Srednje | Početno | Ime slova      | Moderni turski   |
| ---------- | ------- | ------- | ------- | -------------- | ---------------- |
| ﺍ          | ﺎ       | —       | —       | elif           | a, e             |
| ﺀ          | —       | —       | —       | hemze          | ', a, e, i, u, ü |
| ﺏ          | ﺐ       | ﺒ       | ﺑ       | be             | b                |
| ﭖ          | ﭗ       | ﭙ       | ﭘ       | pe             | p                |
| ﺕ          | ﺖ       | ﺘ       | ﺗ       | te             | t                |
| ﺙ          | ﺚ       | ﺜ       | ﺛ       | se             | s                |
| ﺝ          | ﺞ       | ﺠ       | ﺟ       | cim [džim]     | c                |
| ﭺ          | ﭻ       | ﭽ       | ﭼ       | çim [ćim]      | ç                |
| ﺡ          | ﺢ       | ﺤ       | ﺣ       | ha             | h                |
| ﺥ          | ﺦ       | ﺨ       | ﺧ       | hı             | h                |
| ﺩ          | ﺪ       | —       | —       | dal            | d                |
| ﺫ          | ﺬ       | —       | —       | zel            | z                |
| ﺭ          | ﺮ       | —       | —       | re             | r                |
| ﺯ          | ﺰ       | —       | —       | ze             | z                |
| ﮊ          | ﮋ       | —       | —       | je [že]        | j                |
| ﺱ          | ﺲ       | ﺴ       | ﺳ       | sin            | s                |
| ﺵ          | ﺶ       | ﺸ       | ﺷ       | şın [šin]      | ş                |
| ﺹ          | ﺺ       | ﺼ       | ﺻ       | sat, sad       | s                |
| ﺽ          | ﺾ       | ﻀ       | ﺿ       | dat, dad       | d, z             |
| ﻁ          | ﻂ       | ﻄ       | ﻃ       | tı             | t                |
| ﻅ          | ﻆ       | ﻈ       | ﻇ       | zı             | z                |
| ﻉ          | ﻊ       | ﻌ       | ﻋ       | ayın           | ', h             |
| ﻍ          | ﻎ       | ﻐ       | ﻏ       | gayın          | g, ğ             |
| ﻑ          | ﻒ       | ﻔ       | ﻓ       | fe             | f                |
| ﻕ          | ﻖ       | ﻘ       | ﻗ       | kaf            | k                |
| ﻙ          | ﻚ       | ﻜ       | ﻛ       | kef            | k, g, ğ, n       |
| ﮒ          | ﮓ       | ﮕ       | ﮔ       | gef1           | g, ğ             |
| ﯓ          | ﯔ       | ﯖ       | ﯕ       | nef, sağır kef | n                |
| ﻝ          | ﻞ       | ﻠ       | ﻟ       | lam            | l                |
| ﻡ          | ﻢ       | ﻤ       | ﻣ       | mim            | m                |
| ﻥ          | ﻦ       | ﻨ       | ﻧ       | nun            | n                |
| ﻭ          | ﻮ       | —       | —       | vav            | v, o, ö, u, ü    |
| ﻩ          | ﻪ       | ﻬ       | ﻫ       | he             | h, e, a          |
| ﻻ          | ﻼ       | —       | —       | lamelif        | la               |
| ﻯ          | ﻰ       | ﻴ       | ﻳ       | ye [je]        | y, ı, i          |

1Ispravna osmanska varijanta slova gef imala bi "mali-kaf" ﻙ dok bi dvostruka kosa crtica bila iznad گ. No, ovo je prava rijetkost u trenutno korištenim fontovima.

## Vanjske poveznice
- http://www.osmanlimedeniyeti.com  Arhivirana inačica izvorne stranice od 1. kolovoza 2005. (Wayback Machine) Sadrži veliki broj izvora osmanskih turskih tekstova kao i osmansku divan poeziju

- Omniglot: Turkish (također sadrži informaciju o osmanskom turskom)